# Robert Guillaume
Robert Peter Williams, conhecido pelo nome artístico de Robert Guillaume (St. Louis, 30 de novembro de 1927 - Los Angeles, 24 de outubro de 2017), foi um ator norte-americano.
Guillaume teve uma carreira que durou mais de 50 anos e trabalhou extensivamente em teatro, televisão e cinema, sendo reconhecido pelos prêmios em que foi indicado ou que ganhou, como a indicação ao Tony Award por sua interpretação no musical "Guys and Dolls"; ganhou dois Emmy (1979 e 1985) interpretando o mesmo personagem (Benson DuBois) na séria Benson e ganhou um Grammy Award, em 1995, pela sua narração no audiolivro O Rei Leão (nesta animação, também emprestou a voz para o personagem Rafiki).

## Carreira
| Ano       | Título                                          | Papel                                     |  |
| 1973      | Super Fly T.N.T                                 | Jordan Gaines                             |  |
| 1977      | Good Times                                      | Fishbone - Theodopius P. Johnson          |  |
| 1977–1980 | Soap                                            | Benson DuBois                             |  |
| 1979      | The Kid from Left Field, TV movie               | Larry Cooper                              |  |
| 1979–1986 | Benson                                          | Benson DuBois                             |  |
| 1980      | Seems Like Old Times                            | Fred                                      |  |
| 1982      | The Kid with the Broken Halo                    | Blake                                     |  |
| 1983      | The Kid with the 200 I.Q.                       | Professor Mills                           |  |
| 1985      | Prince Jack                                     | Martin Luther King Jr.                    |  |
| 1985      | North and South                                 | Frederick Douglass                        |  |
| 1986      | John Grin's Christmas                           | John Grin. Guillaume é o diretor do filme |  |
| 1987      | Wanted: Dead or Alive                           | Philmore Walker                           |  |
| 1987      | They Still Call Me Bruce                        | Oficial V.A                               |  |
| 1989      | Lean on Me                                      | Dr. Frank Napier                          |  |
| 1989      | The Penthouse                                   | Eugene St. Clair                          |  |
| 1990      | Death Warrant                                   | Hawkins (prisoneiro cego de um olho)      |  |
| 1992      | Fish Police                                     | Voz do Detetive Catfish                   |  |
| 1993      | The Meteor Man                                  | Pai de Jeff, Ted Reed                     |  |
| 1994      | The Lion King                                   | Voz de Rafiki                             |  |
| 1994      | Captain Planet and the Planeteers               | Voz de Citizen                            |  |
| 1995–2000 | Happily Ever After: Fairy Tales for Every Child | Narrador da série                         |  |
| 1996      | Spy Hard                                        | Agente Steve Bishop                       |  |
| 1996      | First Kid                                       | Wilkes                                    |  |
| 1998      | The Lion King II: Simba's Pride                 | Voz de Rafiki                             |  |
| 1998–2000 | Sports Night                                    | Isaac Jaffe                               |  |
| 1999      | Silicon Towers                                  | Detetive Green                            |  |
| 2001      | The Land Before Time VIII: The Big Freeze       | Voz de Mr. Thicknose                      |  |
| 2002      | The 13th Child: Legend of the Jersey Devil      | Riley                                     |  |
| 2003      | Unchained Memories                              | Reader                                    |  |
| 2003      | Big Fish                                        | Dr. Bennett                               |  |
| 2004      | The Lion King 1½                                | Voz de Rafiki                             |  |
| 2004      | Half-Life 2                                     | Voz de Eli Vance                          |  |
| 2006      | Half-Life 2 Episode One                         | Voz de Eli Vance                          |  |
| 2007      | Half-Life 2 Episode Two                         | Voz de Eli Vance                          |  |
| 2008      | The Secrets of Jonathan Sperry                  | Mr. Barnes                                |  |
| 2011      | Satin                                           | Dr. Bishop                                |  |
| 2012      | Columbus Circle                                 | Howard Miles                              |  |